# Аеродром Бирмингем
Аеродром Бирмингем (енгл. Birmingham Airport) је међународни аеродром великог британског града Бирмингема у средишњем делу државе. Он је смештен 13 km југоисточно од средишта Бирмингема, док је истовремено удаљен km км западно од Ковентрија.
Бирмингемска ваздушна лука је авио-чвориште за четири авио-превозника: „Изиџет”, „Рајанер”, „ТУИ ервејс” и „Џет2”. 
Аеродром у Бирмингему је по броју путника седми британски аеродром. 2024. године кроз њега је прошло близу 13 милиона путника. 